# 11. etape af Giro d'Italia 2024
11. etape af Giro d'Italia 2024 var en 207 km lang flad etape med en samlet stigning på 1.850 m. Den blev kørt den 15. maj 2024 med start i Foiano di Val Fortore og mål i Francavilla al Mare.

## Resultater

### Etaperesultat
| \| Etaperesultat \| Etaperesultat \| Etaperesultat \| Etaperesultat \| Etaperesultat \| \| Rytter \| Rytter \| Hold \| Tid \| \| \| ------------- \| --------------------- \| ----------------------------- \| ------------- \| ------------- \| \| 1. \| Jonathan Milan \| Lidl-Trek \| 4t 23' 00" \| \| \| 2. \| Kaden Groves \| Alpecin-Deceuninck \| + 0" \| \| \| 3. \| Giovanni Lonardi \| Team Polti Kometa \| + 0" \| \| \| 4. \| Laurence Pithie \| Groupama-FDJ \| + 0" \| \| \| 5. \| Sebastián Molano \| UAE Team Emirates \| + 0" \| \| \| 6. \| Danny van Poppel \| Bora-Hansgrohe \| + 0" \| \| \| 7. \| Fernando Gaviria \| Movistar Team \| + 0" \| \| \| 8. \| Phil Bauhaus \| Bahrain Victorious \| + 0" \| \| \| 9. \| Stanisław Aniołkowski \| Cofidis \| + 0" \| \| \| 10. \| Enrico Zanoncello \| VF Group-Bardiani CSF-Faizanè \| + 0" \| \| |                       |                               |            |
| |                       |                               |            |
| Kilder: ProCyclingStats Cycling Quotient |                       |                               |            |
| Etaperesultat |                       |                               |            |
| Rytter | Rytter                | Hold                          | Tid        |
| 1. | Jonathan Milan        | Lidl-Trek                     | 4t 23' 00" |
| 2. | Kaden Groves          | Alpecin-Deceuninck            | + 0"       |
| 3. | Giovanni Lonardi      | Team Polti Kometa             | + 0"       |
| 4. | Laurence Pithie       | Groupama-FDJ                  | + 0"       |
| 5. | Sebastián Molano      | UAE Team Emirates             | + 0"       |
| 6. | Danny van Poppel      | Bora-Hansgrohe                | + 0"       |
| 7. | Fernando Gaviria      | Movistar Team                 | + 0"       |
| 8. | Phil Bauhaus          | Bahrain Victorious            | + 0"       |
| 9. | Stanisław Aniołkowski | Cofidis                       | + 0"       |
| 10. | Enrico Zanoncello     | VF Group-Bardiani CSF-Faizanè | + 0"       |

### Klassement efter etapen
| \| Samlede stilling \| Samlede stilling \| Samlede stilling \| Samlede stilling \| Samlede stilling \| \| Rytter \| Rytter \| Hold \| Tid \| \| \| ---------------- \| ----------------- \| -------------------------- \| ---------------- \| ---------------- \| \| 1. \| Tadej Pogačar \| UAE Team Emirates \| 41t 09' 26" \| \| \| 2. \| Daniel Martínez \| Bora-Hansgrohe \| + 2' 40" \| \| \| 3. \| Geraint Thomas \| Ineos Grenadiers \| + 2' 56" \| \| \| 4. \| Ben O'Connor \| Decathlon-AG2R La Mondiale \| + 3' 39" \| \| \| 5. \| Antonio Tiberi \| Bahrain Victorious \| + 4' 27" \| \| \| 6. \| Romain Bardet \| Team dsm-firmenich PostNL \| + 4' 57" \| \| \| 7. \| Lorenzo Fortunato \| Astana Qazaqstan Team \| + 5' 19" \| \| \| 8. \| Filippo Zana \| Team Jayco AlUla \| + 5' 23" \| \| \| 9. \| Einer Rubio \| Movistar Team \| + 5' 28" \| \| \| 10. \| Thymen Arensman \| Ineos Grenadiers \| + 5' 52" \| \| |                   |                            |             |
| |                   |                            |             |
| Kilder: ProCyclingStats Cycling Quotient |                   |                            |             |
| Samlede stilling |                   |                            |             |
| Rytter | Rytter            | Hold                       | Tid         |
| 1. | Tadej Pogačar     | UAE Team Emirates          | 41t 09' 26" |
| 2. | Daniel Martínez   | Bora-Hansgrohe             | + 2' 40"    |
| 3. | Geraint Thomas    | Ineos Grenadiers           | + 2' 56"    |
| 4. | Ben O'Connor      | Decathlon-AG2R La Mondiale | + 3' 39"    |
| 5. | Antonio Tiberi    | Bahrain Victorious         | + 4' 27"    |
| 6. | Romain Bardet     | Team dsm-firmenich PostNL  | + 4' 57"    |
| 7. | Lorenzo Fortunato | Astana Qazaqstan Team      | + 5' 19"    |
| 8. | Filippo Zana      | Team Jayco AlUla           | + 5' 23"    |
| 9. | Einer Rubio       | Movistar Team              | + 5' 28"    |
| 10. | Thymen Arensman   | Ineos Grenadiers           | + 5' 52"    |

#### Pointkonkurrencen
| Pointkonkurrence | Pointkonkurrence | Pointkonkurrence              | Pointkonkurrence | Pointkonkurrence |
| Rytter           | Rytter           | Hold                          | Point            |                  |
| ---------------- | ---------------- | ----------------------------- | ---------------- | ---------------- |
| 1.               | Jonathan Milan   | Lidl-Trek                     | 229 point        |                  |
| 2.               | Kaden Groves     | Alpecin-Deceuninck            | 166 point        |                  |
| 3.               | Tim Merlier      | Soudal Quick-Step             | 92 point         |                  |
| 4.               | Filippo Fiorelli | VF Group-Bardiani CSF-Faizanè | 78 point         |                  |
| 5.               | Andrea Pietrobon | Team Polti Kometa             | 68 point         |                  |
| 6.               | Tadej Pogačar    | UAE Team Emirates             | 57 point         |                  |
| 7.               | Benjamin Thomas  | Cofidis                       | 56 point         |                  |
| 8.               | Jhonatan Narváez | Ineos Grenadiers              | 45 point         |                  |
| 9.               | Phil Bauhaus     | Bahrain Victorious            | 45 point         |                  |
| 10.              | Sebastián Molano | UAE Team Emirates             | 44 point         |                  |

#### Bjergkonkurrencen
| Bjergkonkurrence | Bjergkonkurrence       | Bjergkonkurrence              | Bjergkonkurrence | Bjergkonkurrence |
| Rytter           | Rytter                 | Hold                          | Point            |                  |
| ---------------- | ---------------------- | ----------------------------- | ---------------- | ---------------- |
| 1.               | Tadej Pogačar          | UAE Team Emirates             | 104 point        |                  |
| 2.               | Simon Geschke          | Cofidis                       | 59 point         |                  |
| 3.               | Valentin Paret-Peintre | Decathlon-AG2R La Mondiale    | 55 point         |                  |
| 4.               | Daniel Martínez        | Bora-Hansgrohe                | 52 point         |                  |
| 5.               | Lilian Calmejane       | Intermarché-Wanty             | 32 point         |                  |
| 6.               | Romain Bardet          | Team dsm-firmenich PostNL     | 32 point         |                  |
| 7.               | Geraint Thomas         | Ineos Grenadiers              | 22 point         |                  |
| 8.               | Andrea Piccolo         | EF Education-EasyPost         | 18 point         |                  |
| 9.               | Filippo Fiorelli       | VF Group-Bardiani CSF-Faizanè | 18 point         |                  |
| 10.              | Ben O'Connor           | Decathlon-AG2R La Mondiale    | 17 point         |                  |

#### Ungdomskonkurrencen
| Ungdomskonkurrence | Ungdomskonkurrence     | Ungdomskonkurrence         | Ungdomskonkurrence | Ungdomskonkurrence |
| Rytter             | Rytter                 | Hold                       | Tid                |                    |
| ------------------ | ---------------------- | -------------------------- | ------------------ | ------------------ |
| 1.                 | Antonio Tiberi         | Bahrain Victorious         | 41t 13' 53"        |                    |
| 2.                 | Filippo Zana           | Team Jayco AlUla           | + 56"              |                    |
| 3.                 | Thymen Arensman        | Ineos Grenadiers           | + 1' 25"           |                    |
| 4.                 | Alex Baudin            | Decathlon-AG2R La Mondiale | + 2' 11"           |                    |
| 5.                 | Davide Piganzoli       | Team Polti Kometa          | + 7' 03"           |                    |
| 6.                 | Giovanni Aleotti       | Bora-Hansgrohe             | + 9' 48"           |                    |
| 7.                 | Valentin Paret-Peintre | Decathlon-AG2R La Mondiale | + 20' 51"          |                    |
| 8.                 | Mauri Vansevenant      | Soudal Quick-Step          | + 25' 54"          |                    |
| 9.                 | Edoardo Zambanini      | Bahrain Victorious         | + 35' 07"          |                    |
| 10.                | Kevin Vermaerke        | Team dsm-firmenich PostNL  | + 38' 03"          |                    |

#### Holdkonkurrencen
| Holdkonkurrence | Holdkonkurrence               | Holdkonkurrence | Holdkonkurrence |
| Hold            | Hold                          | Tid             |                 |
| --------------- | ----------------------------- | --------------- | --------------- |
| 1.              | Decathlon-AG2R La Mondiale    | 123t 42' 21"    |                 |
| 2.              | Ineos Grenadiers              | + 7' 07"        |                 |
| 3.              | Bora-Hansgrohe                | + 20' 31"       |                 |
| 4.              | UAE Team Emirates             | + 27' 10"       |                 |
| 5.              | Astana Qazaqstan Team         | + 29' 26"       |                 |
| 6.              | VF Group-Bardiani CSF-Faizané | + 33' 47"       |                 |
| 7.              | Bahrain Victorious            | + 46' 07"       |                 |
| 8.              | Movistar Team                 | + 48' 02"       |                 |
| 9.              | Team Visma \| Lease a Bike    | + 49' 33"       |                 |
| 10.             | EF Education-EasyPost         | + 51' 45"       |                 |